# Bobsleje na Zimowych Igrzyskach Olimpijskich Młodzieży 2012
Bobsleje na Zimowych Igrzyskach Olimpijskich Młodzieży 2012 odbywały się w dniu 22 lutego 2012 roku.
Zawodnicy i zawodniczki walczyli w dwójkach mężczyzn i w dwójkach kobiet. Zawody odbywały się w Igls, położonym około 4 km na południe od Innsbrucku, miasta-organizatora ZIOM 2012.

## Terminarz
| Data             | Miejscowość | Konkurencja            | Złoto                                 | Srebro                            | Brąz                      |
| ---------------- | ----------- | ---------------------- | ------------------------------------- | --------------------------------- | ------------------------- |
| 22 stycznia 2012 | Igls        | Ślizg dwójek chłopców  | Patrick Baumgartner Alessandro Grande | Benjamin Maier Robert Ofensberger | Rudy Rinaldi Jérémy Torre |
| 22 stycznia 2012 | Igls        | Ślizg dwójek dziewcząt | Marije Van Huigenbosch Sanne Dekker   | Mica McNeill Jazmin Sawyers       | Kimberley Bos Mandy Groot |

## Chłopcy

### Ślizg dwójek chłopców
| Pozycja | Zawodnicy                             | Narodowość        | Czas    | Strata |
| ------- | ------------------------------------- | ----------------- | ------- | ------ |
|         | Patrick Baumgartner/Alessandro Grande | Włochy            | 1:49.14 | -      |
|         | Benjamin Maier/Robert Ofensberger     | Austria           | 1:49.23 | +0.09  |
|         | Rudy Rinaldi/Jérémy Torre             | Monako            | 1:49.31 | +0.17  |
| 4.      | Oskars Ķibermanis/Elviss Kamšs        | Łotwa             | 1:49.37 | +0.23  |
| 5.      | Olly Biddulph/James Lelliott          | Wielka Brytania   | 1:49.41 | +0.27  |
| 6.      | Philipp Mölter/Richard Ölsner         | Niemcy            | 1:49.42 | +0.28  |
| 7.      | Codie Bascue/Jake Peterson            | Stany Zjednoczone | 1:49.65 | +0.51  |
| 8.      | Kiriłł Czigwincew/Iwan Tarasow        | Rosja             | 1:49.95 | +0.81  |

## Dziewczęta

### Ślizg dwójek dziewcząt
| Pozycja | Zawodniczki                          | Narodowość      | Czas    | Strata |
| ------- | ------------------------------------ | --------------- | ------- | ------ |
|         | Marije van Huigenbosch/Sanne Dekker  | Holandia        | 1:51.62 | -      |
|         | Mica McNeill/Jazmin Sawyers          | Wielka Brytania | 1:51.95 | +0.33  |
|         | Kimberley Bos/Mandy Groot            | Holandia        | 1:52.15 | +0.53  |
| 4.      | Kirsten Emery/Frances Slater         | Wielka Brytania | 1:52.34 | +0.72  |
| 5.      | Mathilde Parodi/Valentina Margaglio  | Włochy          | 1:52.41 | +0.79  |
| 6.      | Ana Andreea Constantin/Andreea Grecu | Rumunia         | 1:52.94 | +1.32  |
| 7.      | Mercedes Miller/Casey Froese         | Kanada          | 1:54.58 | +2.96  |
| 8.      | Maria Oshigiri/Shizuka Uehara        | Japonia         | 1:55.15 | +3.53  |